# ديفاداسو (فلم 2006)
ديفاداسو (بالإنجليزية: Devdas) هو فيلم هندي تم إصداره بتاريخ 11 يناير 2006 وانتجه YVS Chowdary. لعب دور البطولة لأول مرة رام وإليانا دي كروز في حين يلعب ساياجي شيندى الدور السلبي في الفيلم.

## الممثلين
- إليانا دي كروز: بانوباتي
- رام: ديفداس
- ساياجي شيندي: كاتامراجو
- شريا شاران: نفسها
- y.v.s chowdry : نفسه

## الإيرادات
- إجمالي إيرادات الفيلم حوالي كرور Rs.17.